# Dolichopeza quadrifila
Dolichopeza quadrifila är en tvåvingeart som beskrevs av Alexander 1931. Dolichopeza quadrifila ingår i släktet Dolichopeza och familjen storharkrankar. Inga underarter finns listade i Catalogue of Life.